# Nguyễn Thị Hưng
Nguyễn Thị Hưng (1920 - 1993, tên khai sinh là Nguyễn Thị Ức, bí danh hoạt động là Tân, Đề) là nhà cách mạng và là Đảng viên Đảng Cộng sản Việt Nam có nhiều đóng góp trong phong trào cách mạng thời kì bí mật trước 19/8/1945 ở Hà Nam, Ninh Bình, tham gia lãnh đạo giành chính quyền tại huyện Kim Động, tỉnh Hưng Yên. 

## Tiểu sử
Nguyễn Thị Hưng sinh năm 1920 tại thôn Hòa, xã Cấp Tiến, huyện Hưng Nhân, tỉnh Thái Bình (nay là thôn Hòa, xã Hòa Tiến, huyện Hưng Hà, Thái Bình). Tên khai sinh của bà là Nguyễn Thị Ức.
Bà bắt đầu tham gia hoạt động cách mạng năm 1936 khi mới 16 tuổi, và chính thức vào Đảng Cộng sản Đông Dương năm 1939.
Bà làm giao thông liên lạc cho Liên khu C với các tỉnh Hà Nam, Ninh Bình, Nam Định, Thái Bình. Giai đoạn (1941 – 1943), bà tham gia xây dựng cơ sở cách mạng tại các tỉnh thuộc Liên khu C. Bà lần lượt làm nhiệm vụ Bí thư Ban cán sự tỉnh Hà Nam năm 1943, Bí thư Ban cán sự tỉnh Ninh Bình (thay ông Vũ Thơ) năm 1944.

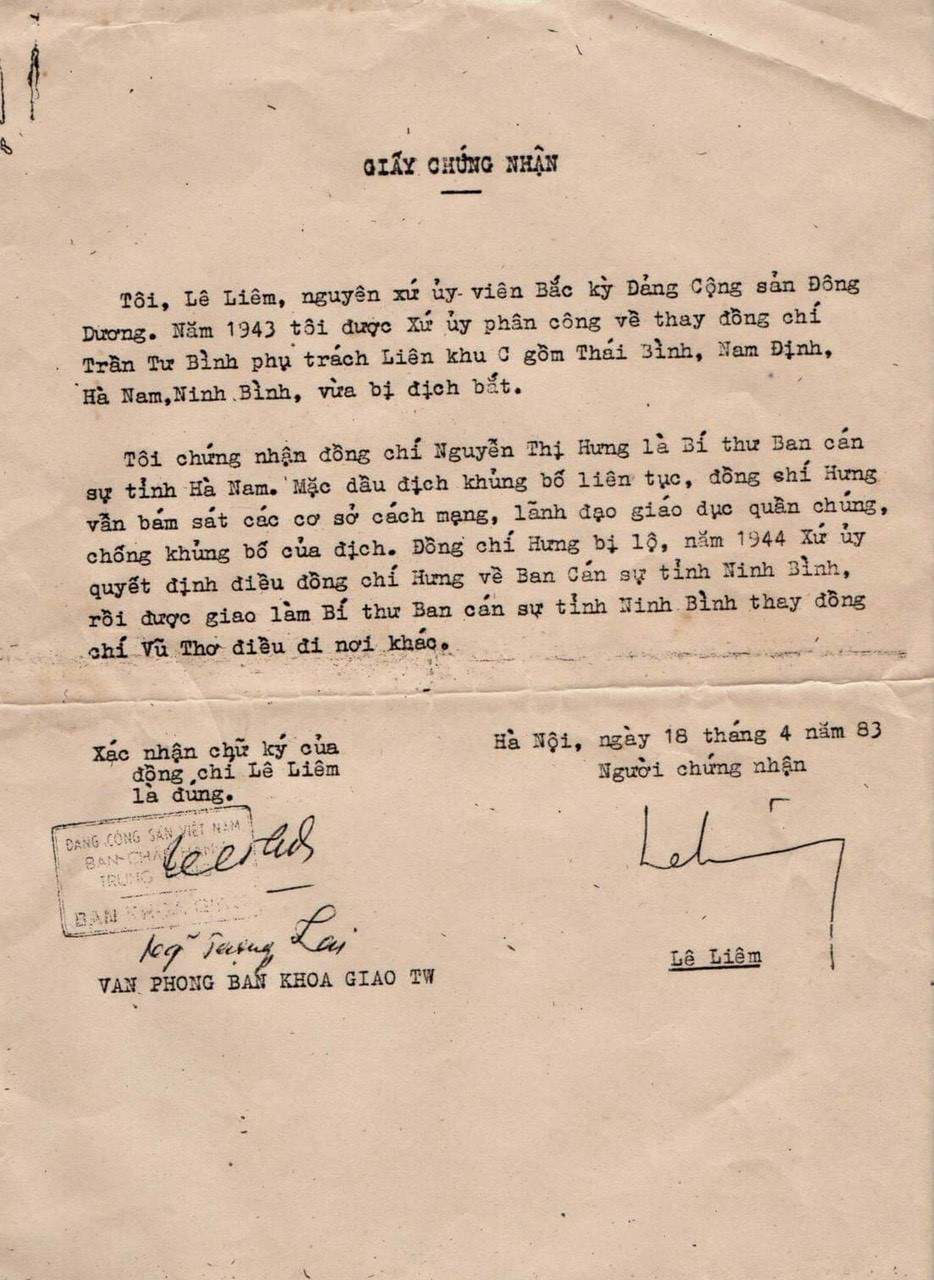
Văn bản xác nhận của Xứ ủy viên Lê Liêm về tư cách bí thư Hà Nam, Ninh Bình của Bà Hưng

Tháng 3/1945 trong giai đoạn chuẩn bị cho Tổng khởi nghĩa dành chính quyền Bà Hưng đã tích cực tham gia chuẩn bị lực lượng ở Kim Động, Hưng Yên. Đặc biệt bà đã lãnh đạo nhân dân Kim Động cướp Kho thóc Đống Long (Kim Động) của Nhật. Đây là một trong những sự kiện gây tiếng vang lớn ở miền Bắc (được đưa lên phim truyện “Sao Tháng Tám”). 
Tháng 8/1945: bà Hưng lãnh đạo khởi nghĩa cướp chính quyền tại huyện lỵ Kim Động, rồi tỉnh lỵ Hưng Yên.
Giai đoạn 1945 – 1950: bà là Tỉnh ủy viên, Bí thư Phụ nữ các tỉnh Hưng Yên, Phú Thọ, Thái Nguyên, Bắc Giang. Bà có những đóng góp to lớn trong xây dựng và phát triển phong trào phụ nữ tại Hưng Yên và Thái Nguyên.
Giai đoạn 1952 – 1956: bà vào quân đội, được giữ chức vụ Chính trị viên cấp tiểu đoàn, Trường Lục quân Việt Nam tại Trung Quốc. 
Sau khi hòa bình lập lại tại miền Bắc, bà Hưng chuyển sang công tác tại Bộ Ngoại thương. Giai đoạn 1957 – 1970, bà làm giám đốc Xí nghiệp Len – Thêu – Ren xuất khẩu, Phó giám đốc kiêm bí thư Đảng ủy Công ty XNK Tocontap.  

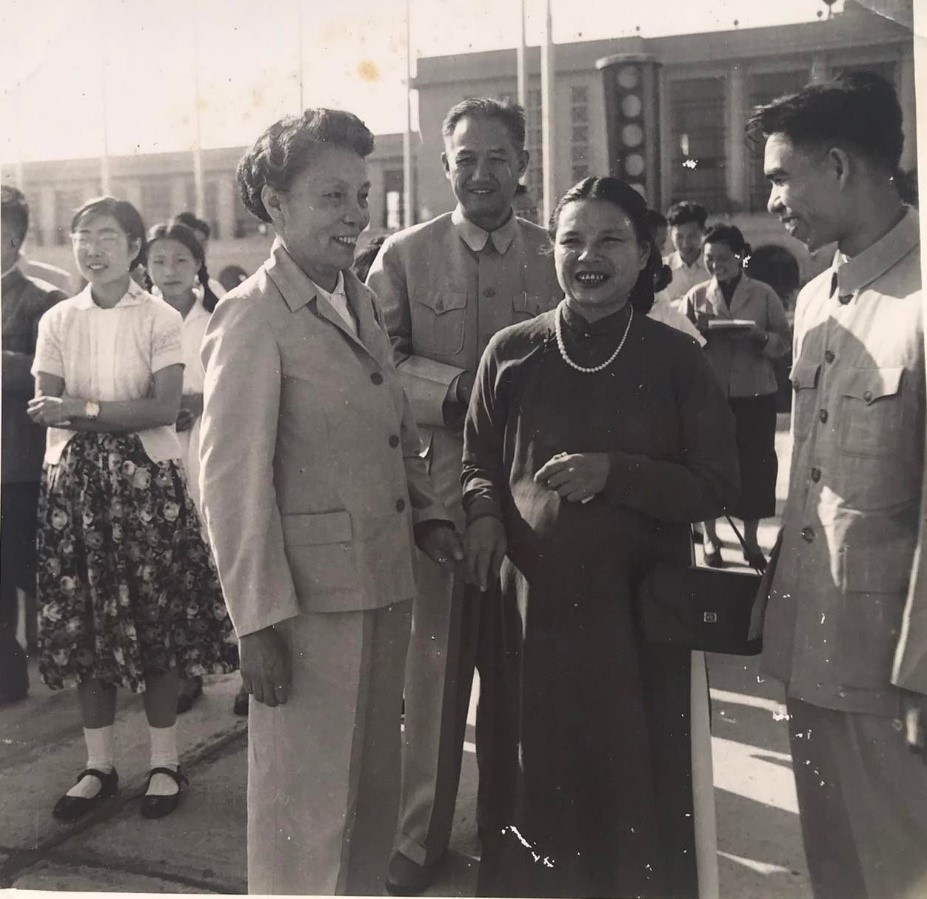
Bà Hưng chụp cùng bà Đặng Dĩnh Siêu, phu nhân của Thủ tướng Chu Ân Lai tại Bắc Kinh 1960.

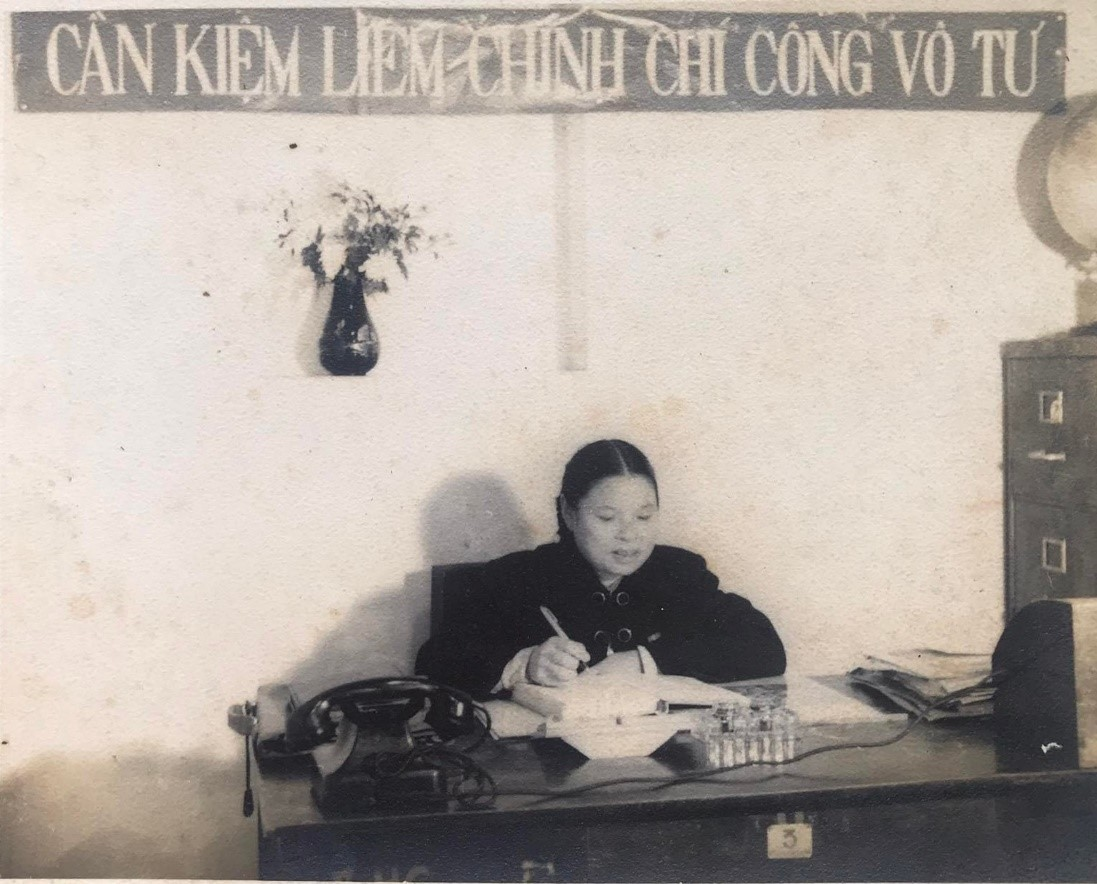
Bà Hưng giai đoạn công tác tại Bộ Công Thương 1970.

Giai đoạn (1970 – 1972), bà làm Chánh thanh tra Bộ Ngoại thương. Bà nổi tiếng là người nguyên tắc nhưng cũng rất tình cảm và gương mẫu, vì vậy rất được cấp trên tín nhiệm và có uy tín với cấp dưới.
Giai đoạn (1972 – 1978), bà làm Phó giám đốc kiêm Bí thư Đảng ủy Công ty XNK Barotex. Bà có công đóng góp xây dựng phát triển Barotex thành một tổng công ty nhà nước mạnh trong lĩnh vực thủ công mĩ nghệ, được Chủ tịch nước Tôn Đức Thắng tặng bằng khen và lẵng hoa do đóng góp cho sự phát triển của ngành sản xuất thủ công mĩ nghệ của đất nước. 
Năm 1978, bà đề đạt với lãnh đạo Bộ Ngoại thương nguyện vọng về hưu đúng tuổi để tạo điều kiện cho cán bộ trẻ có năng lực quản lý thay thế.
Bà được tặng thưởng huân chương Độc lập hạng 2 (1987).

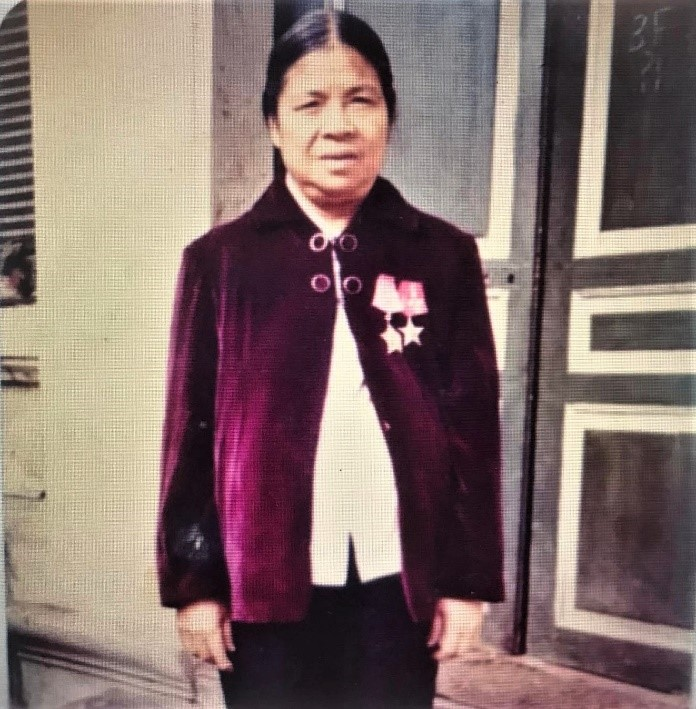
Bà Hưng nhận huân chương Độc lập hạng 2, năm 1987.

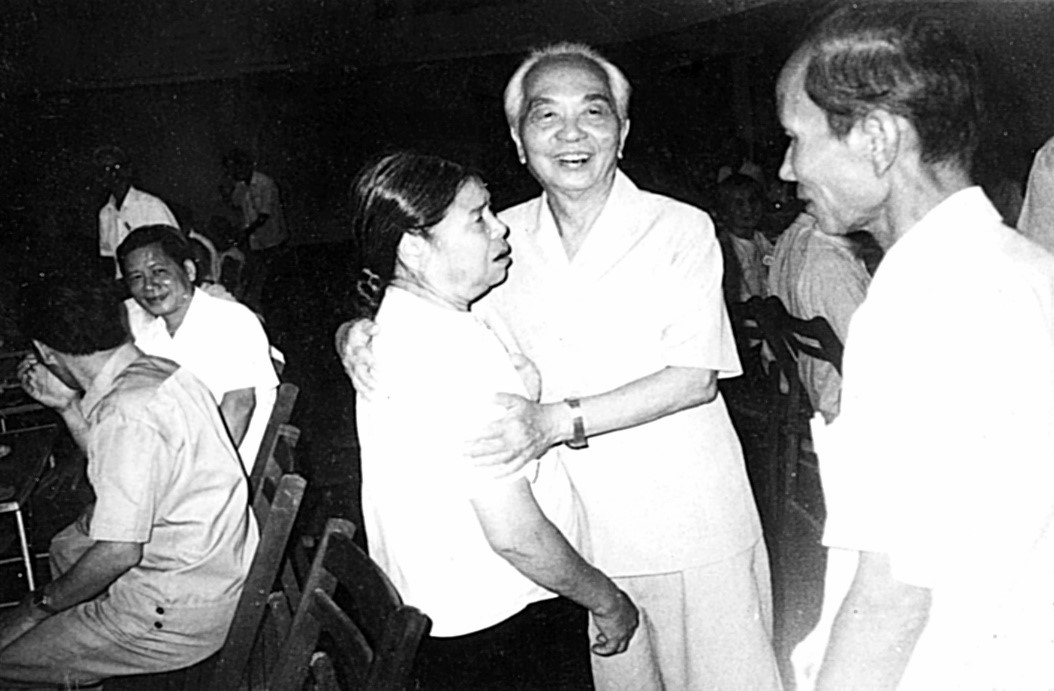
Bà Hưng cùng Đại tướng Võ Nguyên Giáp trong buổi họp mặt cán bộ công tác ở Việt Bắc thời gian kháng chiến chống Pháp. Hà Nội 1990.

Bà mất vào năm 1993. 

## Lãnh đạo cướp kho thóc Đống Long
Tháng 4/1945, bà Nguyễn Thị Ức được Xứ ủy Bắc Kỳ phân công về chuẩn bị Tổng khởi nghĩa ở huyện Kim Động, Hưng Yên. Bà xông xáo vận động quần chúng tham gia Việt Minh và tích cực tổ chức các đội tự vệ vũ trang, tổ chức tuần tra canh gác, luyện tập võ thuật, chuẩn bị gươm dáo… 
Giai đoạn này nạn đói hoành hành trên toàn Miền Bắc. Nguyên nhân trực tiếp là những hậu quả của chiến tranh Đông Dương. Cùng với đó là đợt hạn hán, mất mùa kéo dài từ năm 1944 sang nửa đầu năm 1945.   
Trước tình hình nạn đói hoành hành khắp trong địa bàn tỉnh, mặc dù đang thai nghén, tháng 5/1945 bà đã trực tiếp lãnh đạo nhân dân Kim Động nổi dậy cướp kho thóc Đống Long của quân đội Nhật (đặt tại Kim Động) để cứu đói. Nhiều năm sau này, nhân dân Kim Động còn nhắc tới hình ảnh “chị Việt Minh bụng mang dạ chửa (khi đó bà sắp sinh cháu đầu với ông Trần Tử Bình), dắt súng sáu ngang hông, đang hò hét chỉ huy bà con phá kho thóc Đống Long, cứu đói”. 
Tháng 11 năm ấy, bà được tổ chức đưa về nghỉ ở nhà ông bà Nguyễn Đình Tám, một cơ sở cách mạng ở Bần Yên Nhân. Đúng ngày trở dạ, bà được đưa ra nhà thương Bần và sinh hạ được cô con gái. Để đánh dấu kỉ niệm con gái theo mẹ suốt những ngày lăn lộn chuẩn bị Tổng khởi nghĩa ở Hưng Yên, bà đặt tên cho con là Trần Yên Hồng, với nghĩa: cờ hồng bay trên đất Hưng Yên. Cũng từ ngày đó, bà chọn cho mình cái tên mới - Nguyễn Thị Hưng - cái tên sẽ đi với bà suốt cả cuộc đời.
Sau này nhà văn Hà Ân (1928 – 2011) đã chấp bút trong hồi ký lịch sử “Nắng Hưng Yên” viết về hoạt động cách mạng của bà tại Hưng Yên (NXB Phụ nữ, 1967). Hình ảnh “bà Việt Minh bụng mang dạ chửa” đã được đạo diễn điện ảnh Trần Đắc chọn cho chị Nhu - nhân vật chính của bộ phim truyện lịch sử “Sao Tháng Tám” (do diễn viên Thanh Tú thủ vai) đoạt giải giải Bông sen Vàng tại Liên hoan phim Việt Nam lần thứ tư (năm 1977). 

## Lập gia đình cùng Tướng Trần Tử Bình
Trong thời kỳ làm giao liên tại Liên khu C, bà Nguyễn Thị Hưng (với bí danh là Tân) là cán bộ cấp dưới của ông Trần Tử Bình (Xứ ủy viên kiêm Bí thư Liên khu C). Bà đã nảy nở tình cảm với ông. Ngày 24/12/1943, ông Bình bị bắt khi đang trên đường sang Thái Bình; bà Hưng vẫn tiếp tục lãnh đạo phong trào cách mạng tại tỉnh Hà Nam. Khi tổ chức Đảng phát hiện có kẻ phản bội thì bà được điểu chuyển sang Ninh Bình và làm Bí thư Ban cán sự tỉnh (thay ông Vũ Thơ chuyển sang địa bàn khác). 
Ông Trần Tử Bình bị mật thám Pháp đưa về giam tại trại giam Nam Định, Hà Nam, Ninh Bình. Tại Phủ Lý, ông từng vượt ngục nhưng bất thành. Sau đó ông bị chuyển về nhà pha Hỏa Lò. Sau ngày 9/3/1945 – Nhật hất cẳng Pháp khỏi Đông Dương, lợi dụng sự quản lí lỏng lẻo, ông Bình đã tổ chức vượt ngục thành công cho hơn 100 tù chính trị trở về với phong trào. Ông trực tiếp lãnh đạo phong trào tại Chiến khu Quang Trung (Chiến khu Hòa Ninh Thanh). Tại Ninh Bình ông gặp lại bà Hưng và hai người được tổ chức “tác hợp” nên vợ nên chồng. 
Sau Cách mạng Tháng Tám, ông Bình được giao nhiệm vụ Phó giám đốc, Chính trị ủy viên Trường Quân chính Việt Nam (tháng 4/1946 được Hồ Chủ tịch đổi tên là Trường Võ bị Trần Quốc Tuấn).  
Năm 1948, ông Trần Tử Bình được Chủ tịch Hồ Chí Minh kí sắc lệnh phong thiếu tướng trong đợt phong tướng lĩnh đầu tiên của Quân đội Quốc gia Việt Nam. 
Từ cuối 1950, để đảm bảo an toàn trong huấn luyện, Trường Lục quân Việt Nam sang đóng quân tại Côn Minh, Vân Nam, Trung Quốc. Đầu năm 1952, để “hợp lý hóa gia đình”, bà Hưng được tổ chức cử sang Trung Quốc, làm công tác tại Phòng Chính trị với chức vụ Chính trị viên cấp tiểu đoàn. 
Bà Hưng vừa là đồng chí vừa là hậu phương vững chắc của Tướng Trần Tử Bình. 
Ông bà có 8 người con và được đặt tên gắn với những sự kiện trọng đại của đất nước: Yên Hồng (1945), Kháng Chiến (1946), Thắng Lợi (1951), Kiến Quốc (1952), Thành Công (1954), Hữu Nghị (1955), Hạnh Phúc (1956), Việt Trung (1959). Các con ông đều là kĩ sư, cử nhân; có 4 người con tham gia quân đội trong cuộc kháng chiến chống Mỹ cứu nước.

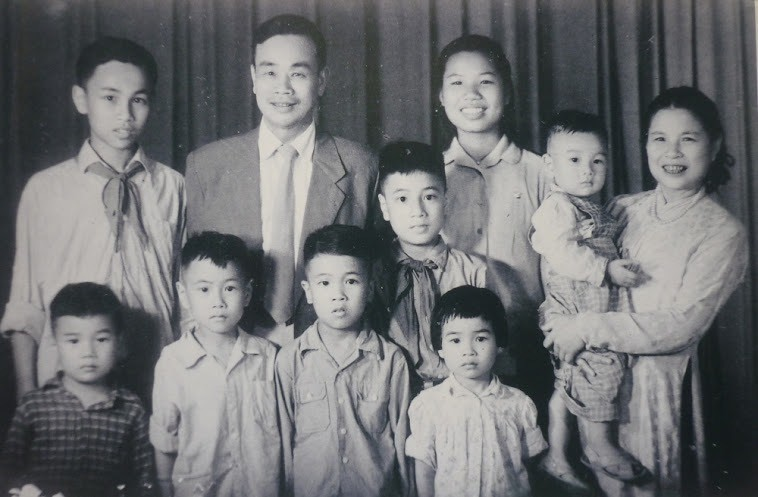
Bà Nguyễn Thị Hưng và ông Trần Tử Bình cùng các con. Ảnh chụp năm 1961 tại Hiệu ảnh Quốc tế Bờ Hồ.